# Ischnocnema guentheri
Espèce
Synonymes
- Hylodes guentheri Steindachner, 1864
- Eleutherodactylus guentheri (Steindachner, 1864)
- Euhyas gravenhorstii Steindachner, 1867
- Elosia divisa Wandolleck, 1907

Statut de conservation UICN

 LC  : Préoccupation mineure
Ischnocnema guentheri est une espèce d'amphibiens de la famille des Brachycephalidae.

## Répartition
Cette espèce est endémique du Brésil. Elle se rencontre jusqu'à 1 200 m d'altitude dans les États de Santa Catarina, de São Paulo, de Rio de Janeiro et du Minas Gerais.

## Description

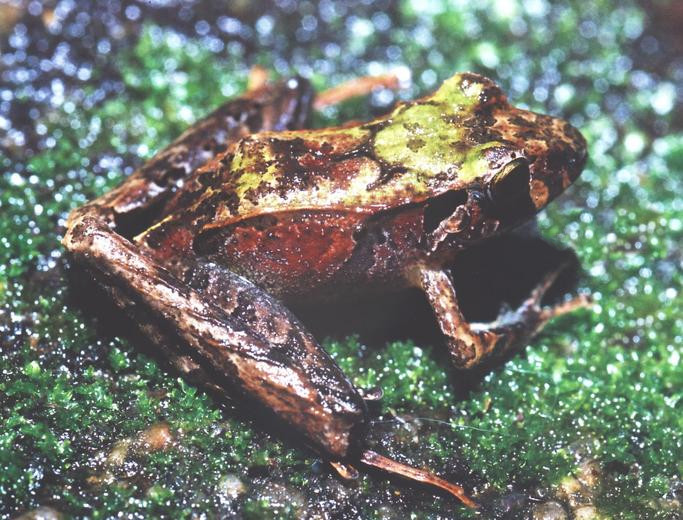
Ischnocnema guentheri

Les mâles mesurent de 16,4 à 32,3 mm et les femelles de 26,4 à 49,5 mm.

## Étymologie
Cette espèce est nommée en l'honneur d'Albert Günther.

## Publication originale
- Steindachner, 1864 : Batrachologische Mittheilungen. Verhandlungen der Kaiserlich-Königlichen Zoologisch-Botanischen Gesellschaft in Wien, vol. 14, p. 239–288 (texte intégral).